# Kappa Crucis
Désignations
Kappa Crucis (κ Cru), également désignée HD 111973, est une étoile binaire spectroscopique située dans l'amas ouvert NGC 4755, appelé également l'amas de Kappa Crucis ou l'amas de la Boîte à Bijoux.

## Position

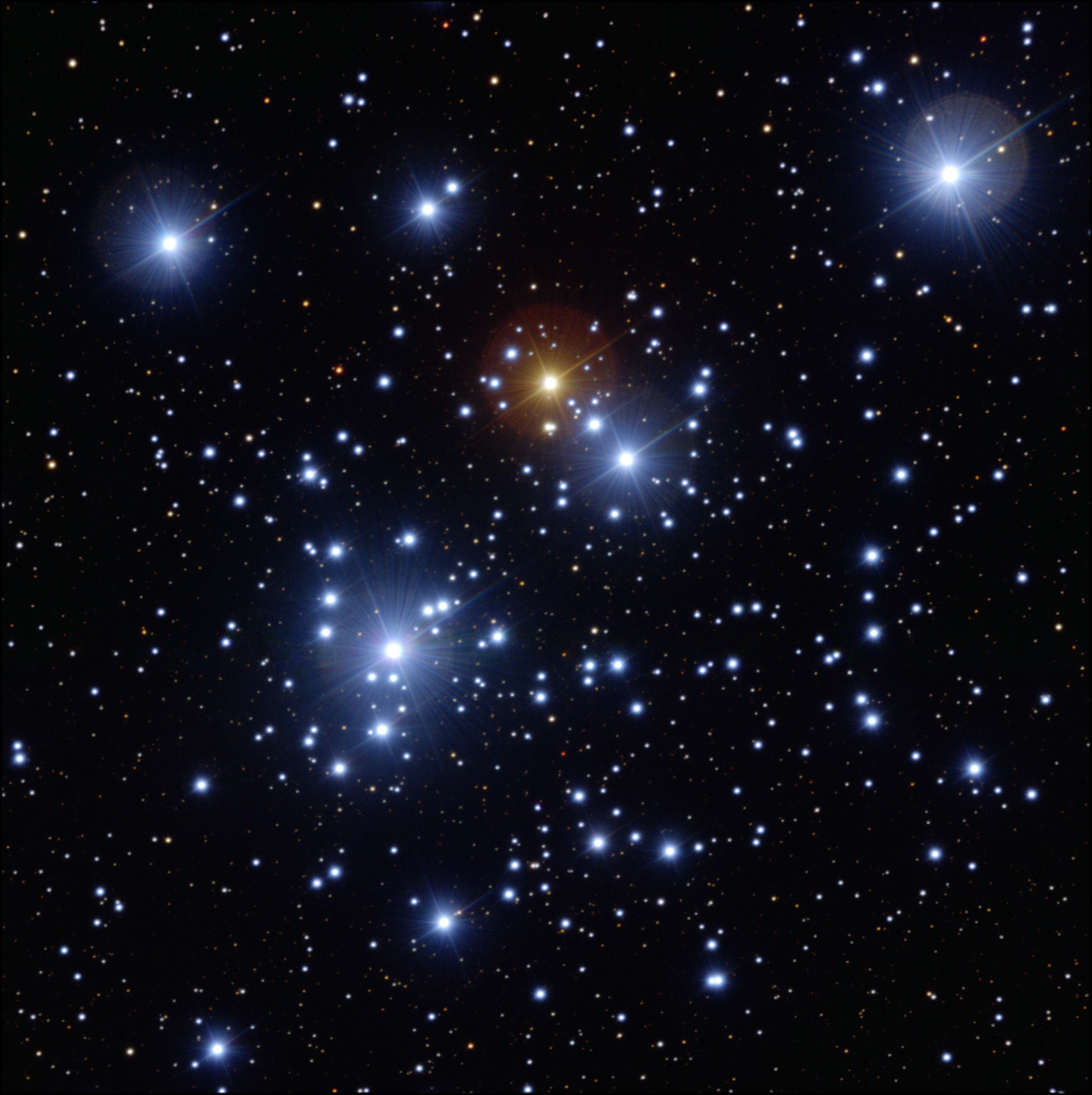
Une image de l'amas de la Boîte à Bijoux (Crédit : ESO VLT)

κ Crucis est l'un des membres les plus brillants de l'amas ouvert qui porte son nom, mieux connu sous le nom d'amas de la Boîte à Bijoux. Elle forme une jambe, en bas et à droite ou au sud, de l'astérisme bien visible en forme de lettre "A" situé au centre de l'amas. L'amas fait partie de la plus vaste association OB1 du Centaure et est situé à environ 8 500 années-lumière.
L'amas, et κ Cru elle-même, sont situés juste au sud-est de β Crucis, l'étoile située côté gauche de la fameuse Croix du Sud.

## Propriétés
κ Crucis est une supergéante bleue lumineuse (classe de luminosité Ia) de type spectral B3. Des variations de sa vitesse radiale, détectées en analysant ses raies spectrales, indiquent qu'elle possède un compagnon spectroscopique, non résolu. Elle est plus de 100 000 fois plus lumineuse que le Soleil, en partie à cause de sa température élevée de 16 000 K et en partie à cause de sa plus grande taille. L'amas de κ Crucis a un âge calculé de 11,2 millions d'années.